# Остров Мёртвого Тюленя
О́стров Мёртвого Тюле́ня — остров архипелага Земля Франца-Иосифа. Административно относится к Приморскому району Архангельской области России.
Расположен в центральной части архипелага в 1,5 километрах к северу от острова Скотт-Келти
Имеет вытянутую форму длиной около 250 метров, особых возвышенностей не имеет.